# Santos FC
Santos Futebol Clube – brazylijski klub piłkarski z siedzibą w Santosie (stan São Paulo), założony 14 kwietnia 1912, występujący w rozgrywkach Campeonato Brasileiro Série B oraz Campeonato Paulista. Domowe mecze rozgrywa na Estádio Urbano Caldeira.

## Historia
Klub został założony 14 kwietnia 1912 przez trzech entuzjastów sportu z Santosu. Największe triumfy drużyna święciła w latach 60. XX wieku, gdy grał w niej Pelé. Zdobył wówczas sześć tytułów mistrzowskich, a także dwa razy Copa Libertadores. Po zakończeniu kariery przez Pelégo klub podupadł. Sytuacja zmieniła się, gdy przejął go Marcelo Teixera, który całkowicie zmienił zarządzanie organizacją, zatrudnił młodych graczy, a także zainwestował w infrastrukturę. Od tego czasu zespół dwa razy zdobył mistrzostwo. W 2013 r. przeprowadzono rekordowy transfer wychodzący – za 86,2 mln euro do FC Barcelony sprzedano Neymara. W 2023 r. drużyna zakończyła rozgrywki na 17. miejscu i po raz pierwszy w historii spadła do Campeonato Brasileiro Série B (II ligi brazylijskiej).

## Osiągnięcia
- Puchar Interkontynentalny (2x): 1962, 1963
- Copa Libertadores (3x): 1962, 1963, 2011
- Recopa Sudamericana: 2012
- Mistrzostwa Brazylii (8x): Série A (2x): 2002, 2004, Taça Brasil (5x): 1961, 1962, 1963, 1964, 1965, Torneio Roberto Gomes Pedrosa (1x): 1968
- Puchar Brazylii: 2010
- Copa CONMEBOL: 1998
- Mistrz stanu São Paulo (22x): 1935, 1955, 1956, 1958, 1960, 1961, 1962, 1964, 1965, 1967, 1968, 1969, 1973, 1978, 1984, 2006, 2007, 2010, 2011, 2012, 2015, 2016
- Klubowe Mistrzostwa Świata : wicemistrzostwo (2011)

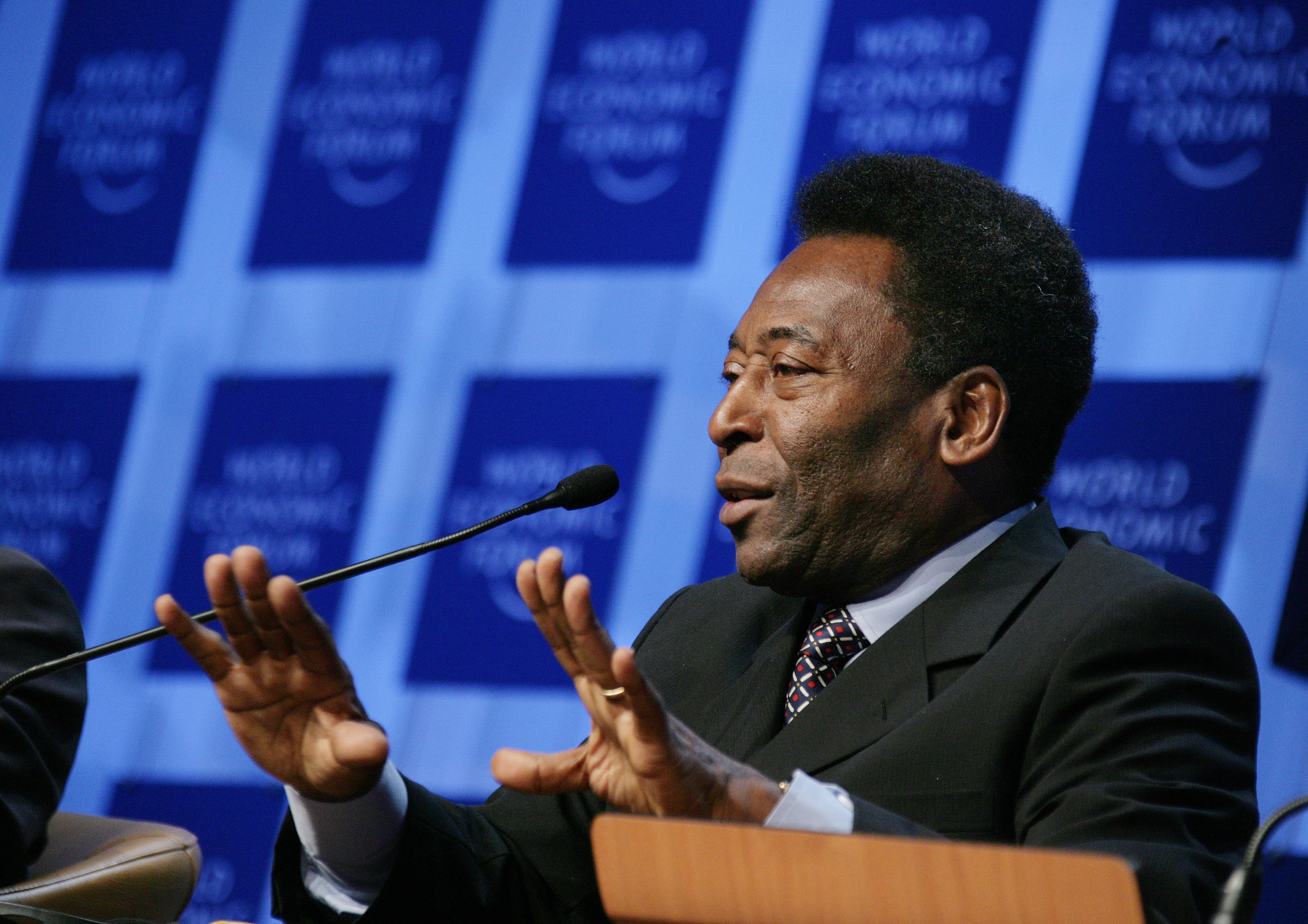
Pelé – legendarny wychowanek Santosu (605 meczów, 589 goli).

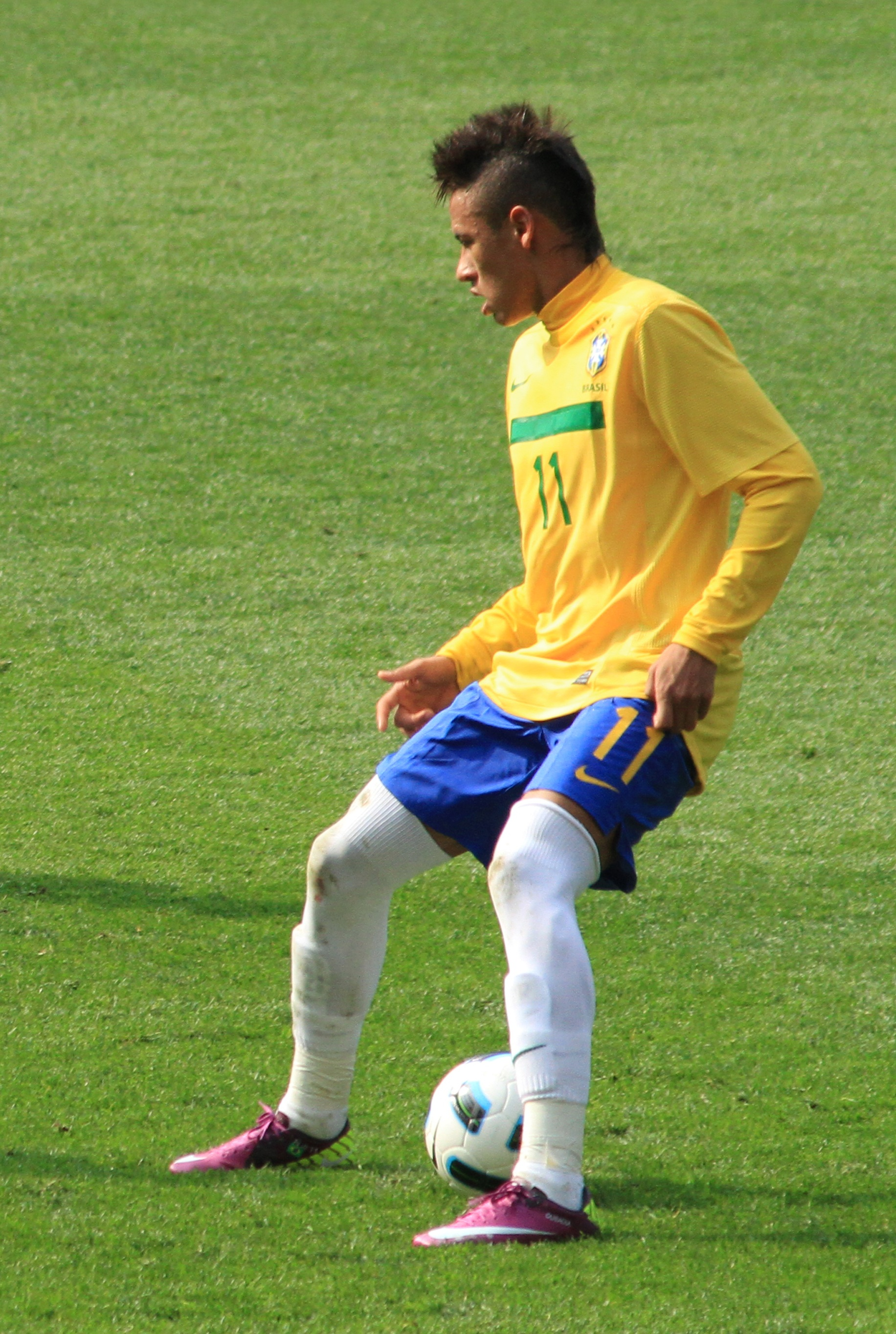
Neymar – gracz Santosu w latach 2009–2013.

## Aktualny skład
Stan na 1 września 2022.
| Nr | Poz. | Piłkarz           |
| -- | ---- | ----------------- |
| 2  | OB   | Luiz Felipe       |
| 3  | OB   | Felipe Jonatan    |
| 4  | OB   | Eduardo Bauermann |
| 5  | PO   | Gabriel Carabajal |
| 6  | PO   | Sandry            |
| 7  | PO   | Carlos Sánchez    |
| 8  | PO   | Jhojan Julio      |
| 9  | NA   | Marcos Leonardo   |
| 10 | NA   | Yeferson Soteldo  |
| 11 | NA   | Ângelo Gabriel    |
| 12 | NA   | Rwan Seco         |
| 13 | OB   | Madson            |
| 14 | PO   | Rodrigo Fernández |
| 15 | NA   | Bryan Angulo      |
| 16 | OB   | Nathan            |
| 17 | PO   | Vinicius Balieiro |

| Nr | Poz. | Piłkarz              |
| -- | ---- | -------------------- |
| 20 | PO   | Luan                 |
| 21 | NA   | Lucas Barbosa        |
| 22 | BR   | John                 |
| 25 | PO   | Vinicius Zanocelo    |
| 27 | OB   | Auro                 |
| 29 | PO   | Guilherme Camacho    |
| 30 | NA   | Lucas Braga          |
| 31 | OB   | Alex                 |
| 33 | OB   | Maicon               |
| 34 | BR   | João Paulo (kapitan) |
| 39 | NA   | Tailson              |
| 40 | PO   | Bruno Oliveira       |
| 44 | OB   | Lucas Pires          |
| 50 | BR   | Paulo Mazoti         |
| 52 | BR   | Diogenes             |
| 10 | NA   | Neymar Jr            |